# Teloleptoneta
Teloleptoneta is een monotypisch geslacht van spinnen uit de  familie van de Leptonetidae.

## Soort
- Teloleptoneta synthetica Machado, 1951